# Hellraiser (película)
Hellraiser es una película de terror británica estrenada en 1987, escrita y dirigida por Clive Barker, y basada en su propia novela titulada The Hellbound Heart. Se la considera tanto una película de culto como un clásico del género.
La película explora temas como el sadomasoquismo, la relación entre el dolor y el placer, y la moralidad de personajes sometidos al temor y la tentación. Es la primera entrega de una saga que llega hasta el año 2022 y presenta al personaje Pinhead, el cual rápidamente se convirtió en un icono del Cine de terror.

## Argumento
Frank Cotton adquiere una extraña caja negra adornada por filigranas doradas al comprársela a un comerciante en Marruecos. De vuelta en su casa, en un cuarto vacío, en un ritual manipula la caja, que resulta ser un acertijo que al ser resuelto permite la entrada de extrañas criaturas llamadas cenobitas a nuestro mundo. Frank muere despedazado por cadenas, anzuelos y garfios que se clavan en su piel y terminan por desmembrarlo, mientras las criaturas se llevan la caja y vuelven a su mundo.
Un tiempo después, la familia Cotton se muda al 55 de la calle Ludovico, donde tuvo lugar aquel evento. La casa pertenece a Larry Cotton (Andrew Robinson) y el hombre que en ella desapareció resulta ser su hermano Frank. Junto con Larry llega su nueva esposa Julia (Clare Higgins) y su hija Kirsty (Ashley Laurence), quien últimamente es acosada por un vagabundo en la tienda donde trabaja. Lo que Larry no sabe es que su esposa tuvo un breve pero intenso amorío con Frank poco antes de casarse, por lo que se ha vuelto distante y fría con su legítimo esposo.
Durante la mudanza, Larry sufre una herida en la mano y parte de su sangre cae al suelo del cuarto, ahora vacío, donde Frank realizó su extraño ritual. La sangre se filtra bajo las tablas del suelo e inicia la resurrección de Frank, pero solo es un esqueleto humano con un esbozo de músculos y órganos. La sangre de Larry no fue suficiente para restituir a Frank a una forma totalmente humana y para lograrlo necesitará más sangre. Afortunadamente para él, Julia descubre al monstruo y a pesar de su horror inicial, accede a llevar víctimas para que Frank complete su resurrección. Para ello, seduce a hombres y los lleva a la casa, donde posteriormente éstos son asesinados. 
Mientras tanto, Kirsty sospecha que algo extraño ocurre en la casa y cuando descubre la caja negra es sorprendida por Frank, quien actualmente está casi completo excepto por su piel, aunque logra escapar llevándose la caja. El aspecto de su tío y la carnicería de la que fue testigo le producen un shock que la lleva a ser internada en un hospital después de ser encontrada vagando en la calle. Ya recuperada, ignorantemente abre la caja atrayendo a los cenobitas; para evitar sufrir el mismo destino que su tío, Kirsty hace un trato con ellos revelándoles que Frank ha escapado de su dimensión y prometiendo llevarlos con él para que sea castigado. Tras salir del hospital, Kirsty corre a su casa para alertar a su padre, pero al llegar este le cuenta que al descubrir a su hermano en el ático lo asesinó. Sin embargo, Kirsty reconoce a Frank debajo de la piel de Larry, por lo que huye tras herirlo. Frank, para recuperarse de sus heridas, asesina a Julia y se dispone a perseguir a Kirsty por la casa reconociendo haber asesinado a Larry y robado su piel.
En ese momento los cenobitas se manifiestan, revelando haber acompañado a Kirsty todo el tiempo desde el hospital y en forma invisible, esperando una prueba de que Frank estaba en este mundo. Tras esto lo descuartizan nuevamente, pero lejos de dar por cumplida su parte del trato desean asesinar a Kirsty. La joven huye hasta encontrar la caja, mientras esquiva los ataques de los cenobitas y la casa se derrumba. Finalmente desactiva uno a uno los niveles de la caja, enviando así a los cenobitas de vuelta a su realidad. Tras lograrlo escapa de la casa junto a su novio, quien llega a salvarla a tiempo evitando que muera aplastada por los escombros. Esa misma noche ambos encienden una hoguera en un vertedero, y arrojan la caja ahí para destruirla, pero el vagabundo que solía acosar a Kirsty se presenta y la rescata del fuego, revelando que en realidad es un demonio que protege la caja. Este asume su verdadera forma y escapa volando. Posteriormente se ve cómo la caja es una vez más ofrecida a un nuevo sujeto en Marruecos, ignorante de su verdadero contenido.

## Reparto
| Actor/Actriz    | Personaje        |
| --------------- | ---------------- |
| Andrew Robinson | Larry Cotton     |
| Clare Higgins   | Julia Cotton     |
| Ashley Laurence | Kirsty Cotton    |
| Sean Chapman    | Frank Cotton     |
| Oliver Smith    | Frank (sin piel) |
| Robert Hines    | Steve Doug       |
| Doug Bradley    | Pinhead          |
| Nicholas Vince  | Chatterer        |
| Simon Bamford   | Butterball       |
| Grace Kirby     | Mujer Cenobita   |

## Remake
Una versión de Hellraiser empezó a desarrollarse en varias ocasiones por Dimension Films desde el año 2006 sin llegar a nada. En 2013, Clive Barker anunció que estaba desarrollando un guion para el remake, pero no logró llegar a un acuerdo con el estudio.
El 6 de mayo de 2019 se anunció oficialmente que Spyglass Media Group está desarrollando un reboot de Hellraiser con David S. Goyer escribiendo el guion y también produciendo la película junto a Keith Levine con el estudio Phantom Four, Gary Barber y Chris Stone de Spyglass supervisarán el proyecto que espera regresar a la franquicia a los cines.